# Toegangshek Vondelpark (Amstelveenseweg)

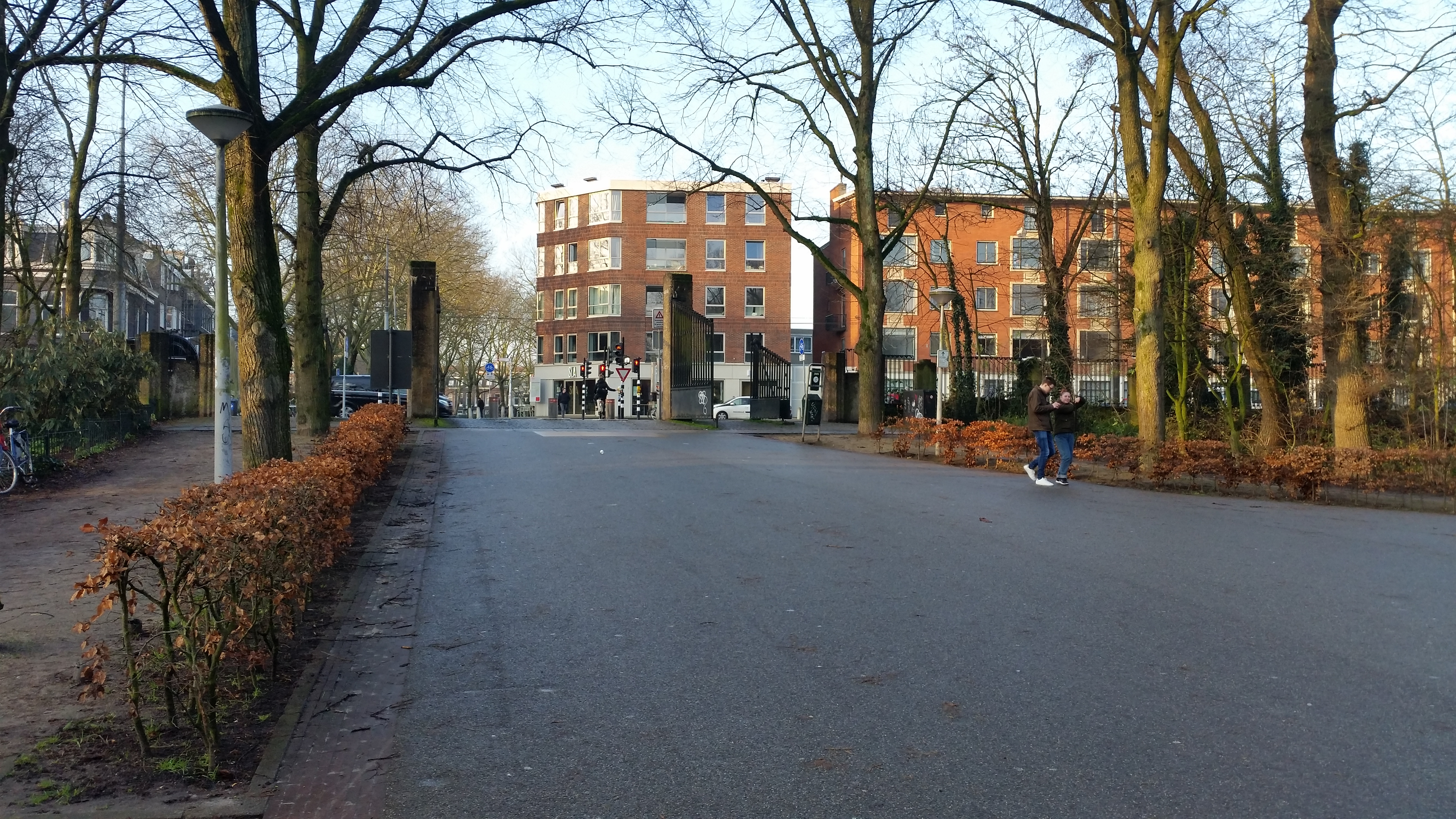
Zuidelijke toegang (december 2019)

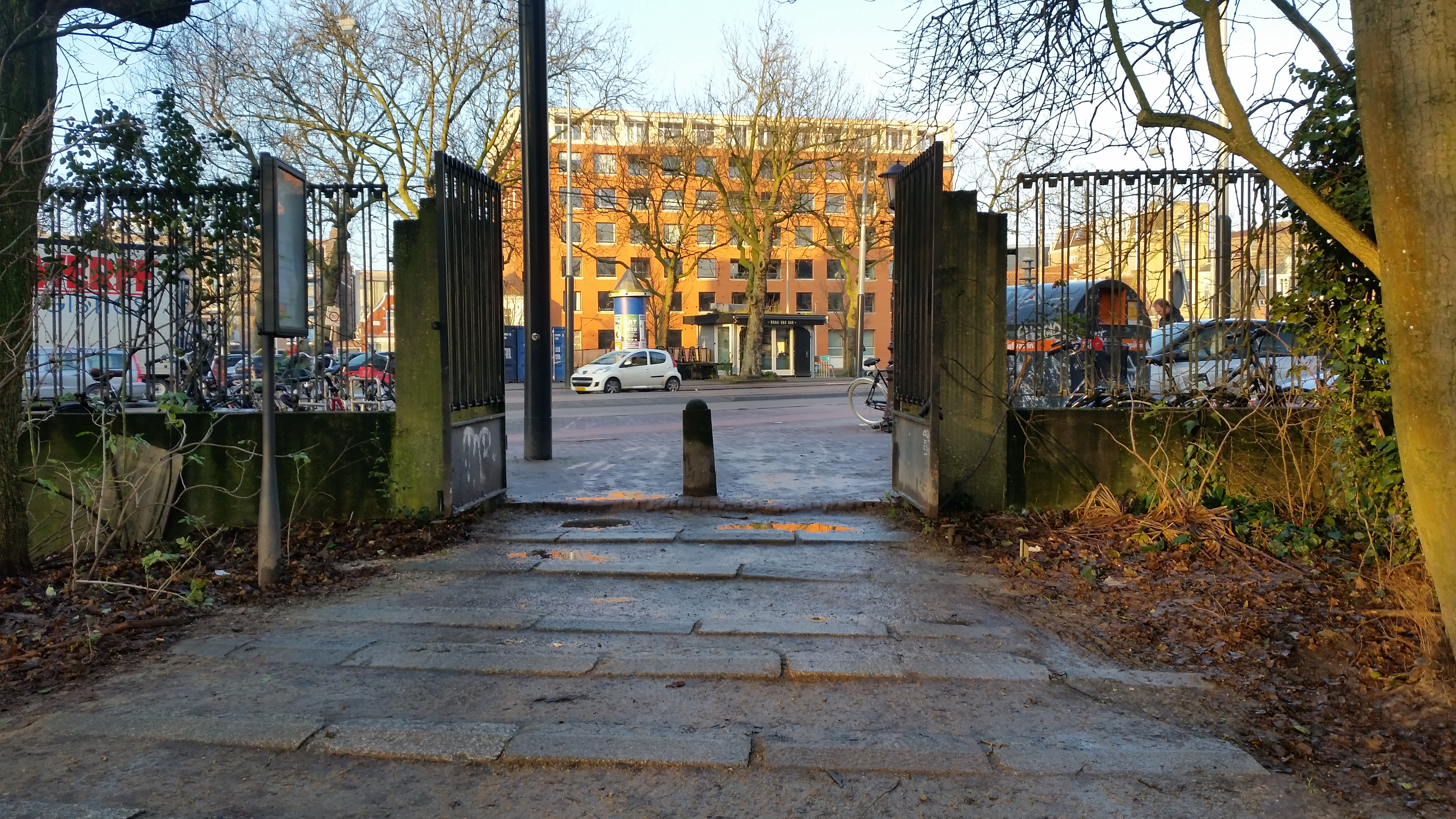
Noordelijke toegang met op de achtergrond bebouwing aan de Sloterkade (december 2019)

Het Toegangshek Vondelpark (Amstelveenweg) is een artistiek kunstwerk in Amsterdam-Zuid.
Het Vondelpark kent diverse ingangen. Deze zijn aangebracht in de loop der jaren. Van alle toegangen is een aantal tot rijksmonument verklaard. Ten eerste is er de toegang aan de Stadhouderskade, de hoofdingang. Daarnaast werden de toegangen aan de P.C. Hooftstraat, Roemer Visscherstraat, Vondelstraat bij nummer 120, Vondelstraat bij nummer 164 en Koninginneweg tezamen als monument verklaard. De toegangen aan de Van Eeghenstraat en die aan de Amstelveenseweg kregen weer een apart monumentennummers in het register. 

## Hekwerk
Het hekwerk aan de Amstelveenseweg bestaat uit een meterslang hekwerk met twee poorten. Het zou geplaatst zijn in de periode 1925 tot en met 1930, maar is de jaren zestig verplaatst in verband met de verbreding van de Amstelveenseweg. Al eerder werd het aangepast, toen in 1945 het Oorlogsmonument Amstelveenseweg van Ferdinand Jantzen in het hekwerk werd opgenomen. Het hekwerk bestaat een plint van grofkorrelig beton met daarop een smeedijzeren hek. Plint en hekwerk worden onderbroken door grofkorrelige betonnen pijlers met bollen buitenzijde en kleine uitstulping aan de bovenzijde; de pijlers zijn lager uitgevoerd dan plint en hek tezamen. Het hek bestaat uit dubbele metalen staven die gelast zijn aan een sierlijk frame. 

## Toegangspoort Zuid
In dezelfde uitvoering vindt men aan de zuidkant een toegangspoort. Het gaat hier om een brede toegang met twee grofkorrelige betonnen pijlers waaraan de hekwerken van de centrale toegang zijn opgehangen. Deze pijlers zijn veel hoger uitgevoerd dan die in het hekwerk. Beide hekken met ijzeren plint in die poort lopen schuin af. Deze hoofdtoegang wordt geflankeerd door twee kleinere poorten. De poorten bestaan uit toegangshekken die kleiner zijn uitgevoerd dan de centraal geplaatste; ze hangen aan ijzeren pijlers. De centrale toegang is afgeschermd door een inrijblokkade; het park is alleen toegankelijk voor voetgangers, fietsers, nooddiensten en onderhoudsvoertuigen. Deze ingang is onderdeel van de hoofdfietsroute Amsterdam–West naar -Centrum.

## Toegangspoort Noord
De noordelijke toegang aan de Amstelveenseweg ter hoogte van de Zocherstraat is veel eenvoudiger van opzet. Ze is een verlenging van de terreinafscheiding, behalve dat de betonnen plint vervangen is door een ijzeren en het hekwerk beweegbaar is. Als inrijblokkade is hier een betonnen amsterdammertje geplaatst; deze toegang is overigens alleen voor voetgangers te gebruiken. Het park ligt lager dan de Amstelveenseweg. Daar waar de toegang zuid glooiend aansluit, zijn hier trappen toegepast om het hoogteverschil te overbruggen.     
Het totaal werd in november 1996 alleen in het monumentenregister opgenomen als belangrijk onderdeel van het Vondelpark, daar waar de andere genoemde toegangen ook kunst- of architectonische waarden kregen toebedeeld.